# Datu Paglas
Datu Paglas là một đô thị ở tỉnh Maguindanao, Philippines.

## Các đơn vị hành chính
Datu Paglas được chia ra 23 barangay.
| - Alip - Damawato - Katil - Malala - Mangadeg - Manindolo - Puya - Sepaka - Lomoyon - Kalumenga (Kalumanga) - Palao sa Buto - Damalusay | - Bonawan - Bulod - Datang - Elbebe - Lipao - Madidis - Makat - Mao - Napok - Poblacion - Salendab |

## Lịch sử
Datu Paglas được thành lập từ 7 barrio của đô thị Columbio vào ngày 22/11/ 1973 theo Sắc lệnh tổng thống số 340. Khi Columbio được đưa vào tỉnh Sultan Kudarat, Datu Paglas được chuyển qua tỉnh Maguindanao.